# Боклан Станіслав Володимирович
Станісла́в Володи́мирович Бокла́н (нар. 12 січня 1960, Брусилів, Житомирська область, Українська РСР, СРСР) — український актор театру та кіно. Заслужений артист України (2006), Народний артист України (2016). Старший брат актора Миколи Боклана.

## Життєпис
Народився 12 січня 1960 року у селі Брусилів на Житомирщині.
У 1984 році закінчив акторський факультет Київського державного інституту театрального мистецтва імені Івана Карпенка-Карого, (курс Б. Ставицького).
Після інституту працював у Донецькому обласному драматичному театрі (Маріуполь). Деякий час викладав в Національному університеті театру, кіно і телебачення імені Івана Карпенка-Карого.
Найяскравіші ролі актора того часу:
- К. Маньє «Шукайте жінку» (Блез);
- С. Мрожек «Танго» (Артур);
- Ж. Соважон «Чао» (Венсан);
- А. Чехов «Чайка» (Треплев).

З 1994 по 2020 рік був актором Київського Молодого театру. У 2018 році був членом журі «Ліги сміху».

## Фільмографія
| Рік       |    | Українська назва                       | Оригінальна назва                 | Роль                                              |
| --------- | -- | -------------------------------------- | --------------------------------- | ------------------------------------------------- |
| 1992—2005 | с  | Тарас Шевченко. Заповіт                |                                   | Генерал Дульбет                                   |
| 1994      | с  | Американський блюз                     | Американский блюз                 | Thug #4                                           |
| 1995      | ф  | Страчені світанки                      |                                   | Михайло                                           |
| 1995      | ф  | Репортаж                               | Репортаж                          |                                                   |
| 1995      | ф  | Атентат — Осіннє вбивство в Мюнхені    |                                   | вояк УПА                                          |
| 2000      | ф  | Нескорений                             |                                   | козак                                             |
| 2001      | с  | Провінціальний роман                   |                                   | Микола Миколайович Миколаєнко                     |
| 2001      | с  | Слід перевертня                        | След оборотня                     | Сева Круглов                                      |
| 2002      | с  | Лялька                                 | Кукла                             | Джарданов Август, майор                           |
| 2002      | с  | Право на захист                        | Право на защиту                   | слідчий                                           |
| 2004      | с  | Небо у горошок                         | Небо в горошек                    | архітектор                                        |
| 2004      | с  | П'ять зірок                            | Пять звезд                        |                                                   |
| 2005      | ф  | Братство                               | Братство                          | Генерал Дульбет                                   |
| 2005—2006 | с  | Сестри по крові                        | Сестры по крови                   | Петров, слідчий                                   |
| 2006      | с  | П'ять хвилин до метро                  | Пять минут до метро               | Павло, суперник Лещинського                       |
| 2006      | тф | Леся+Рома. Не наїжджай на Діда Мороза! |                                   |                                                   |
| 2007      | тф | Зоряні канікули                        | Звёздные каникулы                 | батько Маші і Гоші                                |
| 2007      | с  | Дев'ять життів Нестора Махна           | Девять жизней Нестора Махно       | Антонов-Овсієнко                                  |
| 2007      | ф  | Рік золотої рибки                      | Год золотой рыбки                 | Вельянович                                        |
| 2007      | с  | Серцю не накажеш                       | Сердцу не прикажешь               | Антон, батько Андрія                              |
| 2008      | ф  | Здивуй мене                            | Удиви меня                        |                                                   |
| 2008—2009 | с  | Зачароване кохання                     | Колдовская любовь                 | начальник міліції                                 |
| 2008      | тф | Антиснайпер                            | Антиснайпер                       | слідчий прокуратури                               |
| 2008      | тф | Антиснайпер 2: Подвійна мотивація      | Антиснайпер 2: Двойная мотивация  | слідчий прокуратури                               |
| 2008      | ф  | Донечка моя                            | Доченька моя                      | Євгеній Михайлович Курильський                    |
| 2008      | с  | Адреналін                              | Адреналин                         | Майор УБОП                                        |
| 2008      | ф  | Як знайти ідеал                        | Как найти идеал                   | Михайло Юрійович                                  |
| 2008      | с  | За все дякую тобі 3                    | За всё тебя благодарю 3           | Ігор Георгійович                                  |
| 2008      | ф  | Тривожна відпустка адвоката Ларіної    | Тревожный отпуск адвоката Лариной | Станіслав Петрович Жихар                          |
| 2008      | с  | Абонент тимчасово недоступний          | Абонент временно недоступен       | слідчий                                           |
| 2008      | ф  | Новорічна Сімейка                      | Новогодняя семейка                | Іван Миколайович Ізвєков                          |
| 2009      | ф  | Індійське кіно                         | Индийское кино                    | Леонід, батько Оксани                             |
| 2009      | с  | Не самотні                             | Неодинокие                        | Іван Кошкін                                       |
| 2010      | ф  | Мисливці за караванами                 | Охотники за караванами            | Петро Степанович, комбат                          |
| 2012      | ф  | Матч                                   | Матч                              | бургомістр Києва                                  |
| 2013      | ф  | Поводир, або квіти мають очі           |                                   | кобзар Іван Кочерга                               |
| 2014—2018 | с  | Коли ми вдома                          |                                   | Григорій, пенсіонер                               |
| 2015      | ф  | Незламна                               |                                   | Михайло Юрійович, батько Людмили Павличенко       |
| 2015—2019 | с  | Слуга народу                           |                                   | Юрій Іванович Чуйко, прем'єр-міністр України      |
| 2016      | с  | Запитайте у осені                      | Спросите у осени                  | Валерій                                           |
| 2016      | с  | Центральна лікарня                     |                                   | Володимир Началов, головний лікар                 |
| 2016      | с  | Століття Якова                         |                                   | Яків Платонович Мех (літній)                      |
| 2016      | ф  | Слуга народу 2                         |                                   | Юрій Іванович Чуйко, Екс-прем'єр міністр України  |
| 2017      | ф  | Межа                                   |                                   | Крулл, український мафіозі                        |
| 2017      | ф  | Правило бою                            |                                   | Скульський, кримінальний авторитет                |
| 2018      | с  | Сувенір з Одеси                        |                                   | Вася Тищенко (у зрілому віці)                     |
| 2018      | ф  | Я, ти, він, вона                       |                                   | сусід                                             |
| 2019      | с  | Захоплення                             | Захват                            | майор Василь Матяш, командир загону               |
| 2019—2021 | с  | Кріпосна                               | Крепостная                        | поміщик Петро Червінський                         |
| 2019      | с  | Кровна помста                          | Кровная месть                     | Кирило                                            |
| 2019—2021 | с  | Папік                                  |                                   | Дід, Олександр Миколайович Меркулов               |
| 2019      | ф  | Передчуття                             |                                   | Петро Сологуб                                     |
| 2019      | с  | Принцип насолоди                       |                                   | Артем Єфремов, начальник відділення поліції Одеси |
| 2020      | с  | Рідня                                  |                                   | Віталій Леонтійович, чиновник з мерії             |
| 2021      | ф  | Нереальний КОПець                      |                                   | Петро Бурундяк                                    |
| 2021      | ф  | Пульс                                  |                                   | Віталій Сорочан, тренер                           |
| 2021      | мф | Гуллівер повертається                  |                                   | Генерал Блефуску (український дубляж)             |
| 2024      | ф  | Крашанка                               |                                   | Іван Забіяка, батько, залізничник на пенсії       |
| 2024      | ф  | Потяг у 31 грудня                      |                                   | провідник Микола Іванович                         |

## Телебачення
- 2018 — «Ліга сміху» (член журі).
- 2021 та 2024  — «Хто хоче стати мільйонером?» (ведучий).

## Театральні ролі
- 1980 — «За двома зайцями»[ru] Михайла Старицького; реж. Віктор Шулаков — Степан
- «Автобус» С. Стратієва; реж. Тарас Криворученко — Чоловік
- «Зойчина квартира» Михайла Булгакова; реж. Олександр Дзекун — Аметистов
- «Войцек» за п'єсою Георга Бюхнера; реж. Тарас Криворученко — Лікар
- «Ліфт» Гарольда Пінтера; реж. О. Катунін — Гас
- 2000 — «Трагедія Гамлета, принца датського» за п'єсою «Гамлет» Вільяма Шекспіра; реж. Станіслав Мойсеєв — Клавдій
- 2001 — «Стальова воля» Максима Курочкіна; реж. Дмитро Богомазов — Бадальський
- 2003 — «Дядя Ваня» Антона Чехова; реж. Станіслав Мойсеєв — Астров
- 2007 — «Четверта сестра» Януша Гловацького; реж. Станіслав Мойсеєв — Генерал
- 2013 — «Загадкові варіації» за однойменною п'єсою Еріка Еммануеля Шмітта; реж. Андрій Білоус — Абель Знорко
- 2015 — «Однорукий» за п'єсою «Руковтинання в Спокані» Мартіна Мак-Дони; реж. Андрій Білоус — Кармайкл
- 2017 — «Серпень: Графство Осейдж» Трейсі Леттса; реж. Станіслав Жирков — Беверлі Вестон
- 2020 — «Шинель» за повістю Миколи Гоголя; реж. Андрій Білоус — «А»
- 2024 — «Поромник» за п'єсою Джеза Баттерворта; реж. Кирило Кашліков — Малдун, родом із Деррі (Національний академічний драматичний театр імені Лесі Українки)

На виставі «Я, Феєрбах!» за Т. Дорстом був асистентом режисера.

## Державні нагороди
- Орден «За заслуги» III ст. (10 вересня 2021) — за значний особистий внесок у розвиток кіномистецтва, вагомі творчі здобутки, високу професійну майстерність та з нагоди Дня українського кіно.[2]
- Народний артист України (22 січня 2016) — за значний особистий внесок у державне будівництво, соціально-економічний, науково-технічний, культурно-освітній розвиток Української держави, справу консолідації українського суспільства, багаторічну сумлінну працю[3].
- Заслужений артист України (18 серпня 2006) — за значний особистий внесок у соціально-економічний, культурний розвиток Української держави, вагомі трудові досягнення та з нагоди 15-ї річниці незалежності України[4].

## Нагороди й номінації
| Рік                                          | Категорія                                                           | Фільм              | Результат   |
| -------------------------------------------- | ------------------------------------------------------------------- | ------------------ | ----------- |
| «Київська пектораль»                         |                                                                     |                    |             |
| 2003                                         | Найкраще виконання чоловічої ролі другого плану                     | Хоровод любові     | Перемога    |
| 2014                                         | Найкраще виконання чоловічої ролі                                   | Загадкові варіації | Номінація   |
| 2016                                         | Найкраще виконання чоловічої ролі                                   | Однорукий          | Номінація   |
| Одеський міжнародний кінофестиваль           |                                                                     |                    |             |
| 2014                                         | «Золотий Дюк» за найкращу акторську роботу в національному конкурсі | Поводир            | Перемога    |
| «Телетріумф»                                 |                                                                     |                    |             |
| 2015                                         | Актор телевізійного фільму / серіалу                                | Коли ми вдома      | Номінація   |
| 2018                                         | Актор телевізійного фільму / серіалу                                | Маестро            | Перемога    |
| Міжнародний кінофестиваль у Ніцці (Франція)  |                                                                     |                    |             |
| 2021                                         | Найкраща чоловіча роль у фільмі іноземною мовою                     | Пульс              | Номінація   |
| Flathead Lake International Cinemafest (США) |                                                                     |                    |             |
| 2020                                         | Найкраща чоловіча роль                                              | Пульс              | Номінація   |
| Universe Multicultural Film Festival (США)   |                                                                     |                    |             |
| 2015                                         | Гран-прі за найкращу чоловічу роль                                  | Поводир            | Перемога    |
| Театральний фестиваль «Мельпомена Таврії»    |                                                                     |                    |             |
| 2016                                         | Найкраща чоловіча роль                                              | Однорукий          | Перемога    |
| Фестиваль «Слов'янські зустрічі» у Чернігові |                                                                     |                    |             |
| 2004                                         | Найкраща чоловіча роль                                              | Гедда Габлер       | Перемога    |
| «Телезірка»                                  |                                                                     |                    |             |
| 2015                                         | Актори, що нас дивували                                             | Коли ми вдома      | Друге місце |